# Phare de Somers Cove
Le phare de Somers Cove (en anglais : Somers Cove Light) était un phare offshore de type screw-pile lighthouse  situé en baie de Chesapeake  dans le Comté de Somerset, Maryland. Il a été remplacé en 1932 par une balise automatique.

## Historique
Ce phare sur pilotis a été construit en 1867  à l'entrée du port de Crisfield. Contrairement à de nombreux autres phares sur pilotis, il n'a apparemment jamais été menacé par la glace et a donc passé une vie tranquille jusqu'à ce qu'il soit démantelé en 1932. Il a été remplacé par une tourelle métallique à claire-voie. qui a été désactivé en 2005.
Identifiant : ARLHS : USA-987 ; USCG : 2-22837 ; Admiralty : J1752 .

### Lien connexe
- Liste des phares du Maryland